# Дар'а (провінція)
Дар'а, Дер'а (араб. مُحافظة درعا) — одна з 14 провінцій (мухафаз) Сирії. Розташована на південному заході країни. Поділяється на 3 райони (мінтаки).
- Адміністративний центр — місто Дар'а.
- Інші великі міста — Нава, Тафас, Джасім[1].
- Площа — 3 730 км², населення — 1 027 000 осіб (2011 рік).

## Географія
На заході межує з мухафазою Кунейтра, на півночі з мухафазою Дамаск, на сході з мухафазою Ес-Сувейда, на півдні з Йорданією.

## Історія

### Громадянська війна в Сирії
В ході Громадянської війни в Сирії, більшість мешканців провінції підтримали антиасадівські опозиційні сили. Кілька років більшість території провінції знаходилася під контролем опозиційних формувань. 

## Адміністративний поділ
В адміністративному відношенні провінція (мухафаза) складається із трьох частин (мінтаки):
1. Ес-Санамейн
2. Дар'а
3. Ізра